# Niobium
Niobium (opkaldt efter Tantalos' datter Niobe i den græske mytologi), tidligere kaldet niob, er det 41. grundstof i det periodiske system, og har det kemiske symbol Nb. Under normale temperatur- og trykforhold optræder dette overgangsmetal som et blødt, formbart og temmelig tungt gråligt metal.

## Egenskaber
Niobiums egenskaber er næsten identiske med egenskaberne for tantal, som står umiddelbart under niobium i det periodiske system. Ved stuetemperatur angribes niobium ganske langsomt af atmosfærisk luft, og antager derved et svagt blåligt skær, men allerede ved 200 °C angribes metallet hurtigt af luftens ilt, hvilket nødvendiggør en iltfri atmosfære hvis niobiumet skal forarbejdes ved selv moderate temperaturer.
Niobium er superledende ved temperaturer helt op til 9,3 kelvin; dette er den højeste kritiske temperatur for superledning blandt alle grundstofferne. Når det er superledende, har niobium desuden rekorden for magnetisk penetrationsdybde; det er den superleder der lader eksterne magnetfelter trænge længst ind. Niobium er et af de tre grundstoffer der er såkaldte type II-superledere; modsat type I-superledere bliver niobium samt vanadium og technetium ved med at være superledende, selv om man "udsætter" dem for stærke magnetfelter.
I kemiske forbindelse optræder niobium oftest med oxidationstrin +5 og +3, men er også set med en lang række andre oxidationstrin; −3, −1, 0, +1, +2, og +4.

## Tekniske anvendelser
Niobium indgår i en række legeringer, blandt mange andre rustfrit stål; niobiumholdige legeringer er ganske stærke, og bruges i anseelige mængder til rørledninger samt til kritiske komponenter i jet- og raketmotorer der skal kunne modstå høje store mekaniske belastninger og høje temperaturer. Niobium har desuden et lavt neutronindfangningstværsnit, hvilket gør det velegnet til en række komponenter der bruges i atomreaktorer.
Såvel rent niobium som en række niobiumholdige legeringer bruges til smykker og implantater som f.eks. pacemakere, fordi det ikke irriterer det levende væv. Når det ætses med natriumhydroxid danner niobium endda en porøs overflade som lettere "vokser sammen" med knoglevæv. Lige som titan, tantal og aluminium kan niobium farves ved varmebehandling og eloxering i næsten enhver farve.
Niobium bruges som et tilsætningsstof til glas, hvor det forøger materialets brydningsindeks; det gør det muligt at opnå større styrke i f.eks. brilleglas uden at forøge deres tykkelse.

## Historie
Opdagelsen af grundstoffet niobium tilskrives Charles Hatchett, som i 1801 fandt det i nogle prøver af mineralet columbit der var blevet sendt til England i 1750'erne af John Winthrop, den første guvernør i delstaten Connecticut; han kaldte stoffet for columbium og gav det det kemiske symbol Cb. Da niobium har der i høj grad ligner et andet grundstof, tantal, var det til at begynde med meget svært at skelne de to stoffer. Først i 1846 da Heinrich Rose og Jean Charles Galissard de Marignac "genopdagede" niobium, fik man klarhed over de to stoffers egenskaber. Rose kendte intet til Hatchetts arbejde, og valgte et andet navn til det nye grundstof; niobium efter den græske sagnfigur Niobe, datter af Tantalos, som grundstoffet tantal (Ta) er opkaldt efter.
I USA blev mange kilder ved med at omtale dette grundstof som columbium, og selv i dag bruger de fleste kommercielle leverandører af stoffet betegnelsen columbium. I Europa vandt betegnelsen niobium udbredelse i stedet. En tilsvarende "navnestrid" eksisterede omkring grundstoffet wolfram, der i USA kaldes for "tungsten", og i 1950 besluttede IUPAC sig for et kompromis der gjorde det "europæiske" navn niobium, og det "amerikanske" navn tungsten til de officielle betegnelser for grundstof nummer henholdsvis 41 og 74.
Det første metalliske niobium blev isoloeret af Christian Blomstrand, som i 1864 reducerede niobiumklorid til frit metal i en atmosfære af brint.

## Forekomst og udvinding
Niobium findes aldrig i fri, metallisk form i naturen, men indgår i en række forskellige mineraler, herunder columbit og euxenit. På grund af de temmelig ens kemiske egenskaber optræder niobium de samme steder som tantal. Brasilien og Canada er de primære producenter af niobiumholdige mineralkoncentrater. Desuden råder Nigeria, den Demokratiske Republik Congo og Rusland over betydelige aflejringer af niobiumholdige mineraler.

## Isotoper af niobium
Naturligt forekommende niobium består af én enkelt stabil isotop; niobium-93. Dertil kender man til 26 radioaktive isotoper, hvoraf niobium-92 er den mest "sejlivede" med en halveringstid på 34,7 millioner år. Niobium-94 har en halveringstid på 20.300 år, og niobium-91 680 år. De øvrige radioaktive isotoper har halveringstider på få timer.